# モーペス鉄道事故
モーペス鉄道事故（英: Rail accidents at Morpeth）とはイングランドノーサンバーランド州モーペスで発生した鉄道事故である。

## 主因
このカーブはモーペス駅のすぐ西で、線路が北西から東に約98度の角度で曲がっており、グレートブリテン島にある主要な鉄道路線の中で最も急なカーブ（半径340m）であるとされている。カーブには50マイル毎時 (80 km/h)の速度制限 (permanent speed restriction) が設けられている。
カーブ前後のイースト・コースト本線は高速走行できる区間である。このため1969年から1994年の間に発生した3件の列車脱線事故の主因となった。

## 1877年の脱線事故
1877年3月25日、エディンバラ22時30分発のロンドン・キングス・クロス行き列車がカーブで脱線した。脱線時の速度は25マイル毎時 (40 km/h)であった。鉄道検査局 (Railway Inspectorate) の役員であるキャプテン・ヘンリー・タイラーはその線形が事故原因であることを指摘し、「もしそのような急カーブを本線で使用しないようにするバイパス線が建設されれば、間違いなく良くなるであろう。 ("It would obviously be better if a deviation line could be constructed, to avoid the use of so sharp a curve on a main line")」と述べた。しかし、未だにバイパス線は建設されていない。

## 1969年の脱線事故
1969年5月7日、北行きのロンドン発アバディーン行きの寝台急行列車がカーブで脱線した。6人が死亡、21人が負傷し、モーペス駅の北行きプラットホームの屋根が破損した。列車は80マイル毎時 (130 km/h)で走行中であった。運転士は勤務中、当直の際に渡された前回の乗務での遅延についての説明を求めていた文書について考えていたため、注意散漫であったという。この事故の調査は、自動列車警報装置を始めとした制限速度に対する警報装置の整備につながった。しかし、モーペスでの事故に端を発したこのシステムのガイドラインと「Morpeth warnings」という共通の言及にもかかわらず、モーペスカーブの段階的な速度制限はこのシステムのガイドラインを満たしておらず、少なくとも1984年の脱線事故の後まで設置されなかった。

## 1984年の脱線事故
1984年6月24日、南行きのアバディーン発ロンドン行きの寝台急行列車が同じ場所で脱線した。死者は出なかったものの、乗客29人と乗務員6人が負傷した。列車は85 - 90 mph (137 - 145 km/h)で走行中であったと推測される。
当該列車は、ブリティッシュ・レール・Mark3の寝台車7両を2台のブリティッシュ・レール・Mark1の緩急車の間に挟んで、47形ディーゼル機関車 47452が牽引していた。

当該列車の運転士であるアレンは飲酒運転の疑いで起訴されたが、専門家証人研究所による弁明で無罪となった。アレンは当直の前後にアルコールを摂取していたが、弁護側はアレンが気管支炎を患っており、過去に激しい咳き込み発作を起こして意識を失ったことがあったと反論した。

## 1992年の衝突事故
1992年11月13日、56形ディーゼル機関車が牽引する貨物列車が他の貨物列車に追突し、機関車の運転士1名が死亡する事故が発生した。本事故は土木工事中に発生したものでモーペスのカーブと関係はなく、運転士と信号扱手の間の伝達ミスが原因とされている。

## 1994年の脱線事故
1994年6月27日、急行荷物列車 (express parcels train) がカーブで脱線した。機関車と大半の車両が転覆し、死者は出なかったが運転士が負傷した。1969年と1984年の事故と同様に列車は80 mph (130 km/h)で走行中であった。英国健康安全局は列車は75 mph (120 km/h)以上で走行すると転覆すると推定し、「1994年のモーペスでの事故はとても深刻な出来事であり、死者が出たかもしれなかった ("Morpeth 1994 was a very serious event, which could easily have been fatal")」と特筆した。

## 関連書
- Hall, Stanley (1987). Danger Signals. Ian Allan